# Biologitjeskij Zakaznik Lebjazjij
Biologitjeskij Zakaznik Lebjazjij (ryska: Биологический Заказник Лебяжий) är ett naturreservat i Belarus.   Det ligger i voblasten Minsks voblast, i den centrala delen av landet, 9 kilometer nordväst om huvudstaden Minsk.
Runt Biologitjeskij Zakaznik Lebjazjij är det i huvudsak tätbebyggt. Runt Biologitjeskij Zakaznik Lebjazjij är det mycket tätbefolkat, med 6 711 invånare per kvadratkilometer.